# Festival internacional de jazz (Medellín)
El Festival internacional de jazz de Medellín (MedeJazz) es un evento de diez días de duración que anualmente se realiza en esa ciudad en el mes de septiembre, con participación de artistas de este género y sus subgéneros provenientes de varios países del mundo.
El Festival Internacional de jazz de Medellín es un evento que en poco tiempo se ha consolidado como uno de los más importantes festivales de este género en Colombia, según los críticos, músicos y aficionados a la música en el país.
Este año (2019) se presentarán más de 130 músicos en escena, interpretando diferentes ritmos y estilos "Jazz, Jazz Latino, Salsa, Timba y música tradicional cubana" con la participación de artistas de talla mundial como Alain Pérez y Poncho Sánchez.
También sobresale el talento local con agrupaciones emergentes que harán parte este año como: Madera Jazz   y propuestas musicales más consolidadas como Arbey Valencia.

## Historia
El Festival internacional de jazz de Medellín comenzó en octubre de 1997 en el bar del teatro Matacandelas, donde se reunieron por primera vez algunos virtuosos que continuaron desarrollando sus actividades hasta que, después de pulir sus propuestas musicales y mejorar su dotación en equipos y tecnología, llegaron a ofrecer a más de 40.000 personas un espectáculo único en la ciudad. 
Además del festival del Matacandelas, en la ciudad se realizaban por esa época otros dos, el Festival de jazz de la universidad EAFIT y el de la Big Band que promovía el swing. 
Desde esta primera reunión en el Matacandelas, la evolución del género, impulsada por la necesidad que tenían los músicos de expresarse, por la sed de buena música de los habitantes, y por el interés de importantes instituciones municipales en promover la cultura del jazz, ha sido intensa y sostenida.

## Primer festival internacional dejazzen Colombia
La nueva guardia
En las últimas décadas, en Medellín había proliferado el género roquero, con un acompañamiento quizá menor de la salsa, el rap y similares, y los conciertos pululaban por entre estos géneros. 
Pero finalmente surgiría en Medellín una generación de músicos totalmente nueva, poseedora de unas características que la diferenciaban en buena medida de los roqueros y los otros músicos tradicionales, a quienes llaman todavía la “vieja guardia”, y que asumirían un renovado protagonismo musical en Colombia mediante el jazz.
Exponente destacado de esa nueva generación es Juancho Valencia, de la banda La República, y pianista y director de la afamada agrupación Puerto Candelaria. Juancho es un virtuoso de sólo 29 años que ya se destaca nacional e internacionalmente.
La búsqueda de las raíces empezó en Cuba
El protagonismo del jazz en Medellín obedece en parte, en opinión de Juancho Valencia, "a la difícil realidad con la que se estrellaron en el año 2000 cerca de 100 músicos colombianos, muchos de ellos antioqueños, quienes se desplazaron entonces a Cuba a estudiar jazz. Todos con el mismo problema: sin raíces, no tenían nada distinto qué mostrar y que los diferenciara frente a los músicos de otras partes del mundo, pues los nuestros eran roqueros o salseros sin academia”, dice. 
Añade que ante la frustración “surgió la necesidad de tener un lenguaje propio; regresaron a Colombia a buscar sus raíces y encontraron en Antonio Arnedo -considerado el padre del jazz nacional- la respuesta. Empezaron a trabajar en esa búsqueda del jazz, del rap o del rock con la música colombiana, y se gestó el fenómeno actual”. 
Pero Juancho Valencia profundiza más su opinión sobre el resurgimiento del jazz y de la música en general en la ciudad. Parte de este fenómeno, indica, "se originó en los años 90, cuando debido a la violencia se había acabado la vida nocturna en Medellín".
“Los músicos se quedaron sin trabajo y tuvieron tiempo para estudiar y ensayar”. Se agrega la organización en Medellín, en el 97, del primer Festival internacional de jazz en Colombia, lo que motivó a otras ciudades a seguir su ejemplo. En su concepto, Carlos Vives también contribuyó a abrir el horizonte de los nuevos músicos, “pues gracias a él, la totalidad de la música colombiana empezó a ser bien vista en todo el mundo”.

## Demanda y padrinazgo por la buena música
La tradición cultural de Medellín posee una larga historia de producción y ejecución musical, no sólo autóctona, sino de todos los géneros y proveniencias; la ciudad ha demandado tradicionalmente buena música. Por tal motivo -por fortuna, según dicen los especialistas-, no tardaron en surgir los apoyos y padrinazgos de alto nivel para acoger a los nuevos músicos y sus propuestas. Por ejemplo, la Corporación Medearte, la Corporación Medellín de jazz y la Universidad Eafit, se convirtieron -y lo siguen siendo- en entidades “siempre listas” para trabajar para satisfacer esa demanda musical, apoyando a los compositores y músicos locales e invitando año tras año a selectas listas de artistas de jazz nacionales e internacionales.

## Música del mundo en Medellín

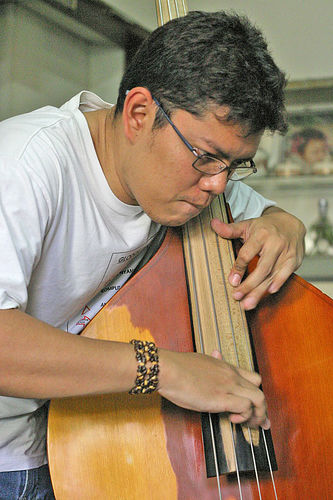
El jazz hace tiempo dejó de ser norteamericano y hoy está diseminado por todo el globo. En la foto, el bajista de jazz indonesio Rudy Zulkarnaen

Hace mucho tiempo que el jazz dejó de ser música exclusiva norteamericana para convertirse en música del mundo. Medellín no se quedó atrás en absorberla, y hoy es protagonista también del jazz nacional e internacional con un estilo y características muy propias.
La ciudad ha estado recibiendo también con mucho agrado algunos subgéneros específicos del jazz y ritmos de todo el mundo, a partir de los cuales aprende, mezcla y en consecuencia produce creativas novedades propias. Ha contado con la presencia de artistas como: Rik Mol (Holanda), Maraca & The Monterey Latin Jazz All Stars (Cuba-Puerto Rico) acompañado por Horacio “ El Negro” Hernández, Giovanni Hidalgo y David Sánchez; Yomo Toro (Puerto Rico), Oreste Vilató (Cuba) y Frankie Morales (Puerto Rico); también Omara Portuondo (Cuba), Maíte Hontelé (Holanda), Habana Report (Cuba) dirigido por Ernán López-Nussa acompañado por Changuito y Pancho Terry (Cuba), Dave Valentín (EUA), Mario Kaona (Colombia), Cuarteto Cienfuegos (Colombia), La Selecta de Raphy Leavitt (Puerto Rico) y Luis Alberto Flórez con La Sonora Trópico. 
Hasta el año 2008 (nos faltan datos de 2009), se habían realizado en la ciudad 150 conciertos de estos géneros, con asistencia de más de 300.000 personas y participación de más de 1.400 músicos de diferentes partes del mundo. 
El festival de Medellín está abriendo la puerta a grandes artistas para que se les conozca por primera vez, y se empeña en ofrecer al ávido y exigente público local el talento de los músicos colombianos.
En la última década, importantes jazzistas extranjeros que llegaron a Colombia en gira de conciertos, jamás se marcharon de nuevo a sus países de origen. Se enamoraron y echaron raíces en Colombia; han educado nuevos músicos y propiciado intercambios culturales esenciales para el jazz nacional. Es el caso de Carlos Averoff, saxofonista cubano que vive en Medellín; del baterista alemán Johannes Bockholp, del pianista estadounidense Eugene Uman y del contrabajista español Javier Colina.

## Jazz a la colombiana
En Festival internacional de jazz de Medellín, en 2010, no figura todavía entre los festivales mundiales de amplio reconocimiento; ni ningún otro festival colombiano; ni siquiera resulta fácil encontrarlos listados en sitios como Wikimedia, donde tímidamente figuran Cuba y Panamá en medio de un océano de lugares de todo el planeta que cultivan con mayor madurez este género.
El maestro Antonio Arnedo opina que "una característica esencial del jazz hoy en Colombia y en Medellín es que suena a músicas autóctonas, y se le conoce como jazz colombiano o jazz a la colombiana". A este respecto anota Arnedo que “la idea de hacer algo con nuestra música le ha dado cabida al desarrollo del jazz aquí, le ha permitido otras visiones y proyecciones estéticas de músicos diferentes”. Para Arnedo también, “en Medellín el jazz está creciendo y se está consolidando, como producto de un proceso acumulativo, de una serie de iniciativas que han traído los festivales y músicos, quienes han logrado abrir un espacio para el público y han creado público para el jazz”.

## Jazzistas medellinenses
Hasta hace muy pocos años, los jazzistas en Medellín no pasaban de una docena. Hoy, con el renacimiento y el protagonismo del género en la ciudad, hay más de 120 totalmente consagrados. 
Las actividades relativas al jazz se han multiplicado en la localidad; El cineasta y músico antioqueño Santiago Trujillo estrenó hace poco en la ciudad, con rotundo éxito y lleno completo, su cortometraje No todos los ríos van al mar, sobre la problemática del desplazamiento, cinta cuya banda sonora fue compuesta por Arnedo, el padre nacional del jazz, quien personalmente interpretó durante el estreno.

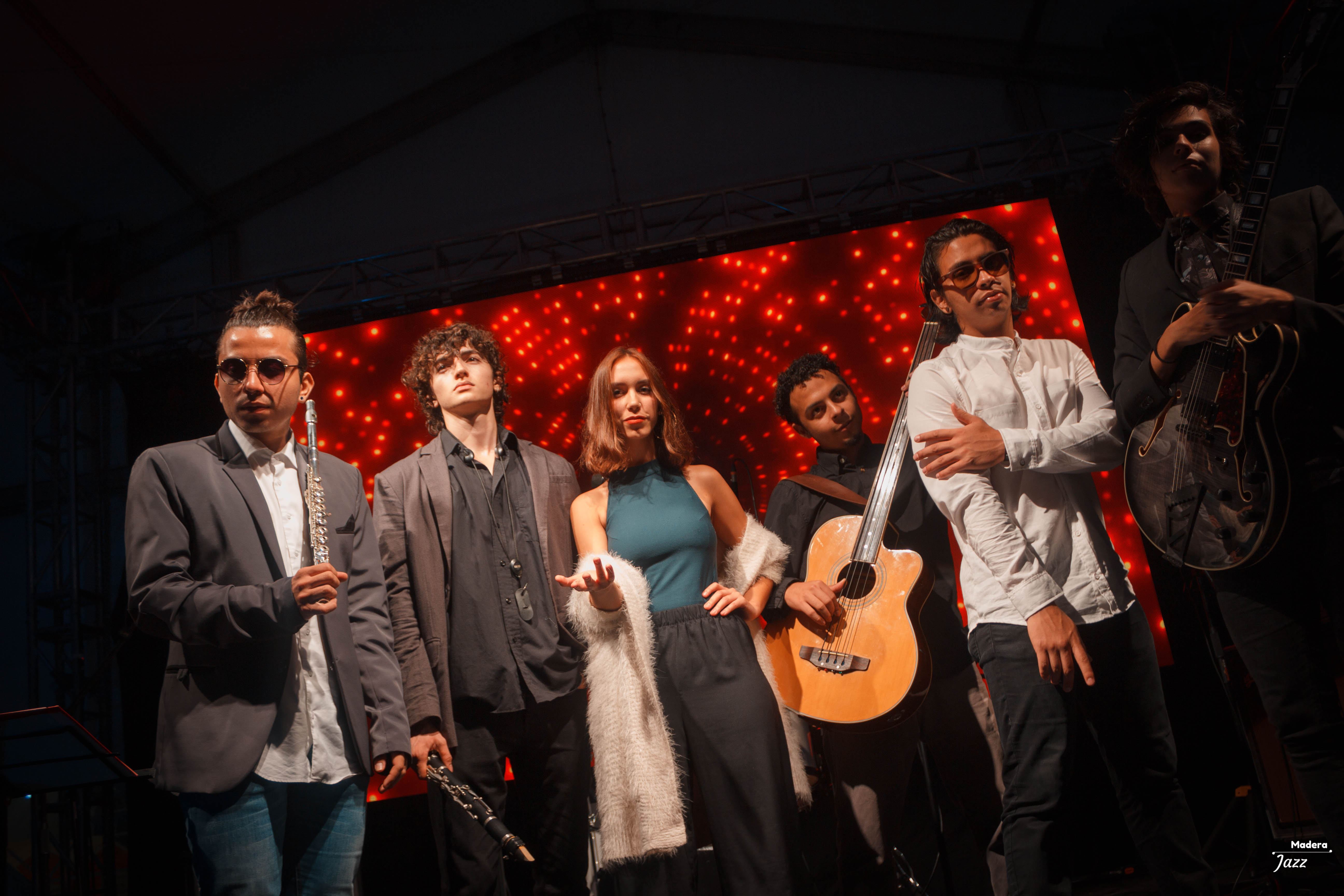
Grupo joven de Jazz de Medellín, que cada vez gana más reconocimiento en nuestro medio.

El único grupo latinoamericano que ha sido invitado al afamado Festival Mundial de Jazz de San Sebastián, (País Vasco, España) es Puerto Candelaria, banda de jazz de Medellín dirigida por Juancho Valencia y catalogada como la más importante y galardonada de Colombia, ejecutora por demás de al menos diez giras europeas e internacionales. Ha alternado con las principales figuras mundiales del género y grabado varios discos. 
En el centro de Medellín, en el Eslabón Prendido, numerosos jazzistas se reúnen frecuentemente para improvisar jazz a su mejor manera e inspiración, como es propio del género, y sus presentaciones logran llenar el establecimiento. 
En el barrio El Poblado, el importante restaurante El Herbario trajo a la vida a Green Monkey, grupo de jazz que desde hace dos años se presenta semanalmente en ese sitio. Green Monkey ha alternado con Narcotango en Bogotá y ha actuado como conjunto invitado en el último Festival Internacional de Jazz.
Además de Puerto Candelaria y Green Monkey, la oferta medellinense de jazz está alimentada por los grupos Siguarajazz, con ocho años de trayectoria, El Frente Cuarteto, Maracuyás y propuestas jóvenes como Madera Jazz.

## El festival se vive por toda la ciudad
El Festival internacional de jazz de Medellín se realiza simultáneamente en varios sitios de la ciudad: Teatro al Aire Libre del Parque Comercial El Tesoro, Teatro Metropolitano, Teatro de la Universidad de Medellín, Gran Salón Plaza Mayor, Plazoleta Plaza Mayor y Paseo Comercial a Cielo Abierto La 70, entre otros, porque la lista de vitrinas continúa creciendo.
Hoy Medellín es una ciudad posible para vivir el jazz. En los círculos de jazz de la ciudad se ha acuñado la frase: “Y la música se hizo Jazz y habitó entre nosotros”.